# Sallatsspikblad
Sallatsspikblad (Centella asiatica) är en medicinalväxt i familjen flockblommiga växter (Apiaceae).
Sallatsspikblad kallas även gotu kola. En vetenskaplig synonym är Hydrocotyle asiatica.